# Ligue des champions d'Afrique masculine de handball 2016
Navigation
Ligue des champions 2015 Ligue des champions 2017
La Ligue des champions 2016 est la 38e édition de la Ligue des champions d'Afrique masculine de handball. Organisée par la Confédération africaine de handball, elle est disputée du 21 au 30 octobre 2016 à Ouagadougou en Burkina Faso.

## Les groupes
La tirage au sort des groupes a eu lieu le 28 septembre 2016 :
| Groupe A                                                                           | Groupe B                                                                                 |
| ---------------------------------------------------------------------------------- | ---------------------------------------------------------------------------------------- |
| Al Ahly AS Caïman Brazzaville Espérance sportive de Tunis Minuh Yaoundé Police HBC | AS Douanes Ouagadougou FAP Yaoundé JS Kinshasa Red Star d'Abidjan Widad Smara Zamalek SC |

## Résultats

### Groupe A
|   | Équipe                | Pts | J | G | N | P | Bp  | Bc  | Diff |
| - | --------------------- | --- | - | - | - | - | --- | --- | ---- |
| 1 | Al Ahly               | 8   | 4 | 4 | 0 | 0 | 140 | 90  | 50   |
| 2 | ES Tunis              | 6   | 4 | 3 | 0 | 1 | 151 | 102 | 49   |
| 3 | AS Caïman Brazzaville | 4   | 4 | 2 | 0 | 2 | 107 | 125 | -18  |
| 4 | Minuh Yaoundé         | 2   | 4 | 1 | 0 | 3 | 120 | 132 | -12  |
| 5 | Police HBC            | 0   | 4 | 0 | 0 | 4 | 97  | 166 | -69  |

Résultats des matchs
| 21 octobre 2016       |               |                       |
| Al Ahly               | 43 (20-10) 20 | Police HBC            |
| ES Tunis              | 37 (17-11) 21 | AS Caïman Brazzaville |
| 22 octobre 2016       |               |                       |
| Police HBC            | 33 (18-18) 36 | AS Caïman Brazzaville |
| Minuh Yaoundé         | 32 (13-23) 47 | ES Tunis              |
| 23 octobre 2016       |               |                       |
| AS Caïman Brazzaville | 23 (11-20) 34 | Al Ahly               |
| Minuh Yaoundé         | 44 (24-09) 24 | Police HBC            |
| 24 octobre 2016       |               |                       |
| Police HBC            | 20 (07-18) 43 | ES Tunis              |
| Al Ahly               | 34 (15-12) 23 | Minuh Yaoundé         |
| 25 octobre 2016       |               |                       |
| AS Caïman Brazzaville | 27 (14-10) 21 | Minuh Yaoundé         |
| ES Tunis              | 24 (08-14) 29 | Al Ahly               |

### Groupe B
|   | Équipe                 | Pts | J | G | N | P | Bp  | Bc  | Diff |
| - | ---------------------- | --- | - | - | - | - | --- | --- | ---- |
| 1 | Zamalek SC             | 10  | 5 | 5 | 0 | 0 | 172 | 118 | 54   |
| 2 | Widad Smara            | 8   | 5 | 5 | 0 | 1 | 129 | 107 | 22   |
| 3 | FAP Yaoundé            | 6   | 5 | 3 | 0 | 2 | 122 | 115 | 7    |
| 4 | JS Kinshasa            | 4   | 5 | 2 | 0 | 3 | 128 | 124 | 4    |
| 5 | Red Star d'Abidjan     | 2   | 5 | 1 | 0 | 4 | 102 | 125 | -23  |
| 6 | AS Douanes Ouagadougou | 2   | 5 | 1 | 0 | 4 | 105 | 169 | -64  |

Résultats des matchs
| 21 octobre 2016        |               |                        |
| Widad Smara            | 20 (---) 0    | Red Star d'Abidjan     |
| Zamalek SC             | 30 (16-09) 23 | FAP Yaoundé            |
| AS Douanes Ouagadougou | 21 (10-13) 35 | JS Kinshasa            |
| 22 octobre 2016        |               |                        |
| Widad Smara            | 26 (---) 25   | JS Kinshasa            |
| FAP Yaoundé            | 30 (13-13) 21 | AS Douanes Ouagadougou |
| Zamalek SC             | 38 (18-12) 24 | Red Star d'Abidjan     |
| 23 octobre 2016        |               |                        |
| Red Star d'Abidjan     | 21 (11-10) 24 | FAP Yaoundé            |
| Widad Smara            | 33 (---) 24   | AS Douanes Ouagadougou |
| JS Kinshasa            | 24 (---) 35   | Zamalek SC             |
| 24 octobre 2016        |               |                        |
| JS Kinshasa            | 25 (10-19) 20 | Red Star d'Abidjan     |
| FAP Yaoundé            | 23 (10-15) 24 | Widad Smara            |
| AS Douanes Ouagadougou | 21 (08-19) 34 | Zamalek SC             |
| 25 octobre 2016        |               |                        |
| Zamalek SC             | 35 (18-14) 26 | Widad Smara            |
| Red Star d'Abidjan     | 37 (18-09) 18 | AS Douanes Ouagadougou |
| FAP Yaoundé            | 22 (14-08) 19 | JS Kinshasa            |

### Phase finale
|  | Quarts de finale       | Quarts de finale       |                       |                       | Demi-finales           | Demi-finales           |    |  | Finale                | Finale                |
|  | Quarts de finale       | Quarts de finale       |                       |                       | Demi-finales           | Demi-finales           |    |  | Finale                | Finale                |
|  |                        |                        |                       |                       |                        |                        |    |  |                       |                       |
|  | 27 octobre 2016, 13h00 | 27 octobre 2016, 13h00 |                       |                       | 28 octobre 2016, 16h45 | 28 octobre 2016, 16h45 |    |  | 30 octobre 2016, ?h?? | 30 octobre 2016, ?h?? |
|  | 27 octobre 2016, 13h00 | 27 octobre 2016, 13h00 |                       |                       | 28 octobre 2016, 16h45 | 28 octobre 2016, 16h45 |    |  | 30 octobre 2016, ?h?? | 30 octobre 2016, ?h?? |
|  | Al Ahly                | 31                     |                       |                       | 28 octobre 2016, 16h45 | 28 octobre 2016, 16h45 |    |  | 30 octobre 2016, ?h?? | 30 octobre 2016, ?h?? |
|  | Al Ahly                | 31                     |                       |                       | 28 octobre 2016, 16h45 | 28 octobre 2016, 16h45 |    |  | 30 octobre 2016, ?h?? | 30 octobre 2016, ?h?? |
|  | JS Kinshasa            | 20                     |                       |                       | 28 octobre 2016, 16h45 | 28 octobre 2016, 16h45 |    |  | 30 octobre 2016, ?h?? | 30 octobre 2016, ?h?? |
|  | JS Kinshasa            | 20                     | Al Ahly               | 31                    |                        |                        |    |  | 30 octobre 2016, ?h?? | 30 octobre 2016, ?h?? |
|  | 27 octobre 2016, 14h45 |                        | Al Ahly               | 31                    |                        |                        |    |  | 30 octobre 2016, ?h?? | 30 octobre 2016, ?h?? |
|  |                        | Widad Smara            | 23                    |                       |                        |                        |    |  | 30 octobre 2016, ?h?? | 30 octobre 2016, ?h?? |
|  | Widad Smara            | Widad Smara            | 23                    | 28                    |                        |                        |    |  | 30 octobre 2016, ?h?? | 30 octobre 2016, ?h?? |
|  | Widad Smara            |                        |                       | 28                    |                        |                        |    |  | 30 octobre 2016, ?h?? | 30 octobre 2016, ?h?? |
|  | AS Caïman              | 26                     |                       |                       |                        |                        |    |  | 30 octobre 2016, ?h?? | 30 octobre 2016, ?h?? |
|  | AS Caïman              | 26                     | Al Ahly               | 26                    |                        |                        |    |  |                       |                       |
|  | 27 octobre 2016, 20h00 |                        | Al Ahly               | 26                    |                        |                        |    |  |                       |                       |
|  |                        | ES Tunis               | 23                    |                       |                        |                        |    |  |                       |                       |
|  | ES Tunis               | ES Tunis               | 23                    | 33                    |                        |                        |    |  |                       |                       |
|  | ES Tunis               | 28 octobre 2016, 20h15 |                       | 33                    |                        |                        |    |  |                       |                       |
|  | FAP Yaoundé            | 20                     |                       |                       |                        |                        |    |  |                       |                       |
|  | FAP Yaoundé            | 20                     | ES Tunis              | 23                    |                        |                        |    |  |                       |                       |
|  | 27 octobre 2016, 21h45 | 27 octobre 2016, 21h45 | ES Tunis              | 23                    | Match pour la 3e place | Match pour la 3e place |    |  |                       |                       |
|  | 27 octobre 2016, 21h45 | 27 octobre 2016, 21h45 |                       | Zamalek SC            | Match pour la 3e place | Match pour la 3e place | 19 |  |                       |                       |
|  | Zamalek SC             | 41                     | 30 octobre 2016, ?h?? | 30 octobre 2016, ?h?? |                        |                        | 19 |  |                       |                       |
|  | Zamalek SC             | 41                     | 30 octobre 2016, ?h?? | 30 octobre 2016, ?h?? |                        |                        |    |  |                       |                       |
|  | Minuh Yaoundé          | 25                     |                       | Zamalek SC            | 30                     |                        |    |  |                       |                       |
|  | Minuh Yaoundé          | 25                     |                       | Zamalek SC            | 30                     |                        |    |  |                       |                       |
|  |                        |                        |                       |                       |                        |                        |    |  | Widad Smara           | 24                    |
|  |                        |                        |                       |                       |                        |                        |    |  | Widad Smara           | 24                    |

## Matchs de classement

### Classement de la5eà la8eplace
|  | Demi-finales           | Demi-finales           |                        |    | Finale                 | Finale                 |
|  | Demi-finales           | Demi-finales           |                        |    | Finale                 | Finale                 |
|  |                        |                        |                        |    |                        |                        |
|  | 28 octobre 2016, 13:15 | 28 octobre 2016, 13:15 |                        |    | 29 octobre 2016, 14h45 | 29 octobre 2016, 14h45 |
|  | 28 octobre 2016, 13:15 | 28 octobre 2016, 13:15 |                        |    | 29 octobre 2016, 14h45 | 29 octobre 2016, 14h45 |
|  | FAP Yaoundé            | 34                     |                        |    | 29 octobre 2016, 14h45 | 29 octobre 2016, 14h45 |
|  | FAP Yaoundé            | 34                     |                        |    | 29 octobre 2016, 14h45 | 29 octobre 2016, 14h45 |
|  | Minuh Yaoundé          | 30                     |                        |    | 29 octobre 2016, 14h45 | 29 octobre 2016, 14h45 |
|  | Minuh Yaoundé          | 30                     | FAP Yaoundé            | 30 |                        |                        |
|  | 28 octobre 2016, 09h45 |                        | FAP Yaoundé            | 30 |                        |                        |
|  |                        | AS Caïman              | 28                     |    |                        |                        |
|  | AS Caïman              | AS Caïman              | 28                     | 28 |                        |                        |
|  | AS Caïman              |                        |                        | 28 |                        |                        |
|  | JS Kinshasa            | 25                     |                        |    |                        |                        |
|  | JS Kinshasa            | 25                     | Match pour la 3e place |    |                        |                        |
|  |                        |                        |                        |    |                        |                        |
|  | 29 octobre 2016, 11h15 |                        |                        |    |                        |                        |
|  |                        |                        |                        |    |                        |                        |
|  | JS Kinshasa            | 39                     |                        |    |                        |                        |
|  | JS Kinshasa            | 39                     |                        |    |                        |                        |
|  | Minuh Yaoundé          | 26                     |                        |    |                        |                        |
|  | Minuh Yaoundé          | 26                     |                        |    |                        |                        |

### Classement de la9eà la11eplace
|  | Demi-finales           | Demi-finales           |                    |    | Finale                 | Finale                 |
|  | Demi-finales           | Demi-finales           |                    |    | Finale                 | Finale                 |
|  |                        |                        |                    |    |                        |                        |
|  | 27 octobre 2016, 08h00 | 27 octobre 2016, 08h00 |                    |    | 29 octobre 2016, 08h00 | 29 octobre 2016, 08h00 |
|  | 27 octobre 2016, 08h00 | 27 octobre 2016, 08h00 |                    |    | 29 octobre 2016, 08h00 | 29 octobre 2016, 08h00 |
|  | AS Douane              | 34                     |                    |    | 29 octobre 2016, 08h00 | 29 octobre 2016, 08h00 |
|  | AS Douane              | 34                     |                    |    | 29 octobre 2016, 08h00 | 29 octobre 2016, 08h00 |
|  | Police HBC             | 32                     |                    |    | 29 octobre 2016, 08h00 | 29 octobre 2016, 08h00 |
|  | Police HBC             | 32                     | Red Star d'Abidjan | 33 |                        |                        |
|  |                        |                        | Red Star d'Abidjan | 33 |                        |                        |
|  |                        | Police HBC             | 17                 |    |                        |                        |
|  | exempt                 | Police HBC             | 17                 |    |                        |                        |
|  |                        |                        |                    |    |                        |                        |
|  |                        |                        |                    |    |                        |                        |
|  |                        |                        |                    |    |                        |                        |